# Аероекспрес
ТОВ «Аероекспрес» — російська транспортна компанія, що здійснює інтермодальні пасажирські перевезення відповідно до ліцензії Міністерства транспорту Російської Федерації. Компанія забезпечує залізничне сполучення між центром міста Москва і трьома аеропортами Московського авіаційного вузла.
За назвою компанії її електропоїзди називають «Аероекспрес». Також, за аналогією з поїздами компанії, неформально «Аероекспрес» стали називати електропоїзди, які зв'язали з 2008 року міжнародні аеропорти Кольцово з Єкатеринбургом і Курумоч з Самарою (припинені в 2009).
ТОВ «Аероекспрес» входить до Міжнародної асоціації інтермодальних перевізників International Air Rail Organization (IARO). Штаб-квартира компанії розташована в місті Хімки.

## Історія
Компанія «Аероекспрес» була створена в 2005 році і є єдиним оператором з перевезення авіапасажирів московських аеропортів Внуково, Домодєдово і Шереметьєво з центральних залізничних вокзалів Москви, а також здійснює приміські пасажирські перевезення у підмосковне місто Лобня.
У 2011 році «Аероекспрес» створив компанію РЕКС («Регіон-експрес»), яка здійснює пасажирські залізничні перевезення на приміських напрямках. Перший рейс було виконано 3 жовтня 2011 року до підмосковної Лобні. Пізніше управління даною компанією було передано в ЦППК.
15 лютого 2012 року компанія «Аероекспрес» вперше почала перевезення за межами московського регіону, відкривши повідомлення між аеропортом Адлер і центральним залізничним вокзалом Сочі. З 1 травня 2013 року офіційним перевізником в Сочі є ВАТ «РЖД». До листопада 2014 «Аероекспрес» виступав агентом з продажу квитків та обслуговування пасажирів.
20 липня 2012 запущено Аероекспрес на лінії Владивосток — аеропорт Кневічі.
22 травня 2013 року, напередодні Літньої Універсіади 2013 року, запущено Аероекспрес сполученням між Казанню та однойменним аеропортом.
У лютому 2012 року компанія орендувала депо ім. Ілліча для проведення сервісного обслуговування та ремонту рухомого складу. «Аероекспрес» — перший приватний перевізник у приміському пасажирському сполученні, Росії, самостійно обслуговуючий експлуатований рухомий склад. У 2014 році завершилися загальнобудівельні роботи другої черги, в ході яких депо буде адаптовано для обслуговування дворівневого рухомого складу. Планується установка висувних естакад для доступу до дахового обладнання поїздів, контактної мережі, домкратних установок, які дозволять піднімати кілька вагонів одночасно. Депо було відремонтовано за рахунок власних коштів компанії. Загальний обсяг інвестицій 2012—2014 рр. склав близько 1 147 млн руб..
19 січня 2015 року керівництво компанії оголосило про припинення діяльності в Казані і Владивостоці і передачі сполучення та інфраструктури місцевим перевізникам. Як причини названі збитковість перевезень, невирішене питання про компенсацію понесених збитків з боку регіонів і підвищення вартості використання інфраструктури РЖД.
У грудні 2016 року «Аероекспрес» планує почати експлуатацію двоповерхових поїздів, які, як зазначено на офіційному сайті, компанія закупить у швейцарської Stadler.

## Міста і лінії

### Діючі (Москва)
Оплата проїзду на даних лініях можлива як за допомогою покупки спеціальних разових квитків, так і картою «Трійка». Вартість проїзду становить 470 рублів.

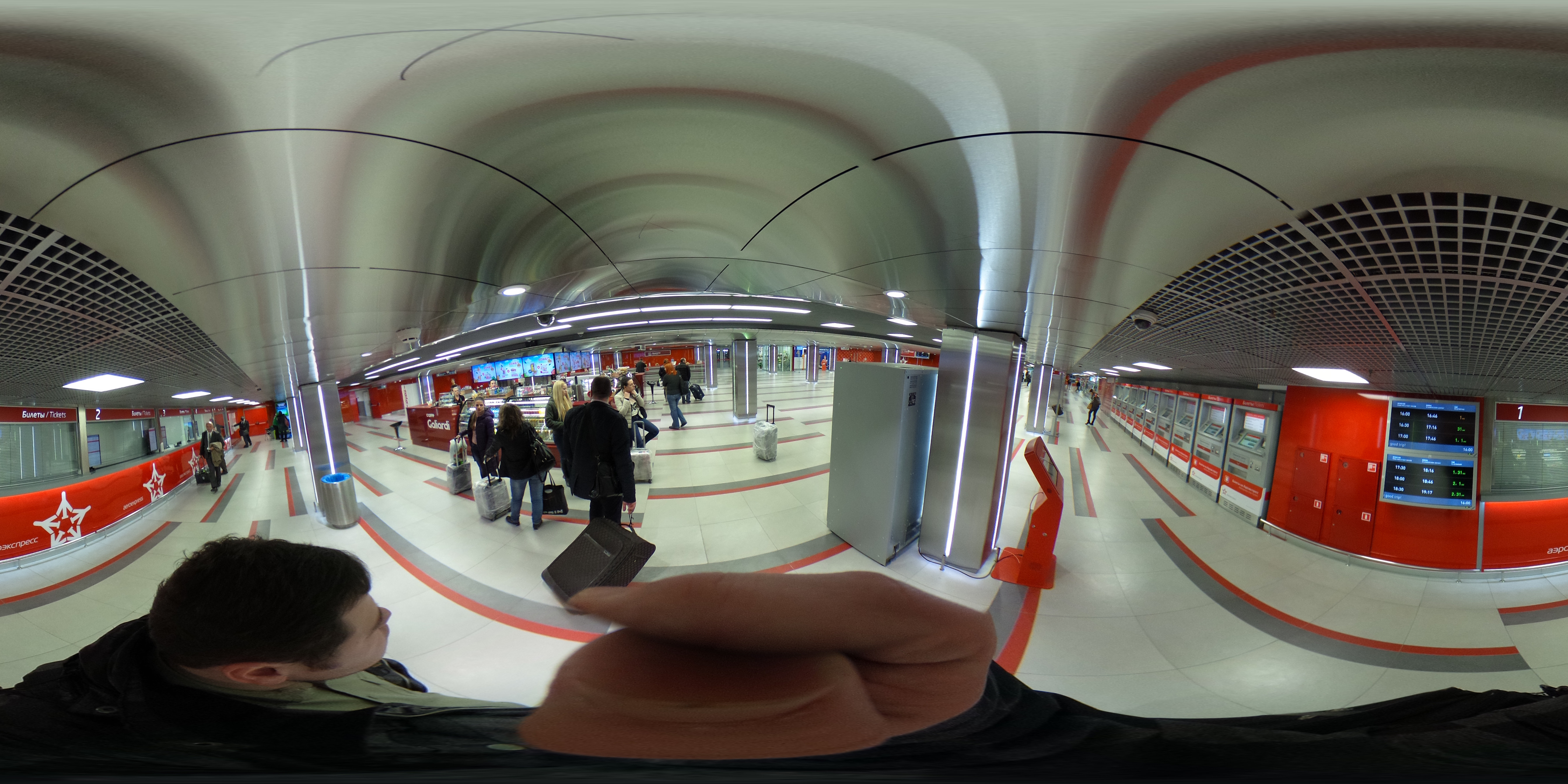
Зал Аероекспрес у підвалі Павелецького вокзалу

#### Павелецький вокзал— аеропорт Домодєдово
Перший експресний маршрут між Павелецьким вокзалом і платформою Аеропорт-Домодєдово у міжнародному аеропорту Домодєдово було відкрито в 2002 році на лінії що вже існувала з маршрутами звичайних електропоїздів. З 2006 поїзда також прямували до аеропорту від Білоруського вокзалу Олексіївською сполучною гілкою з зупинками на станції «Каланчевська» і Курський вокзал, далі Бірюлевською сполучною гілкою (з Курського на Павелецький напрямок), але в 2008 році були скасовані. Під контроль ТОВ «Аероекспрес» лінія була передана 9 липня 2008.

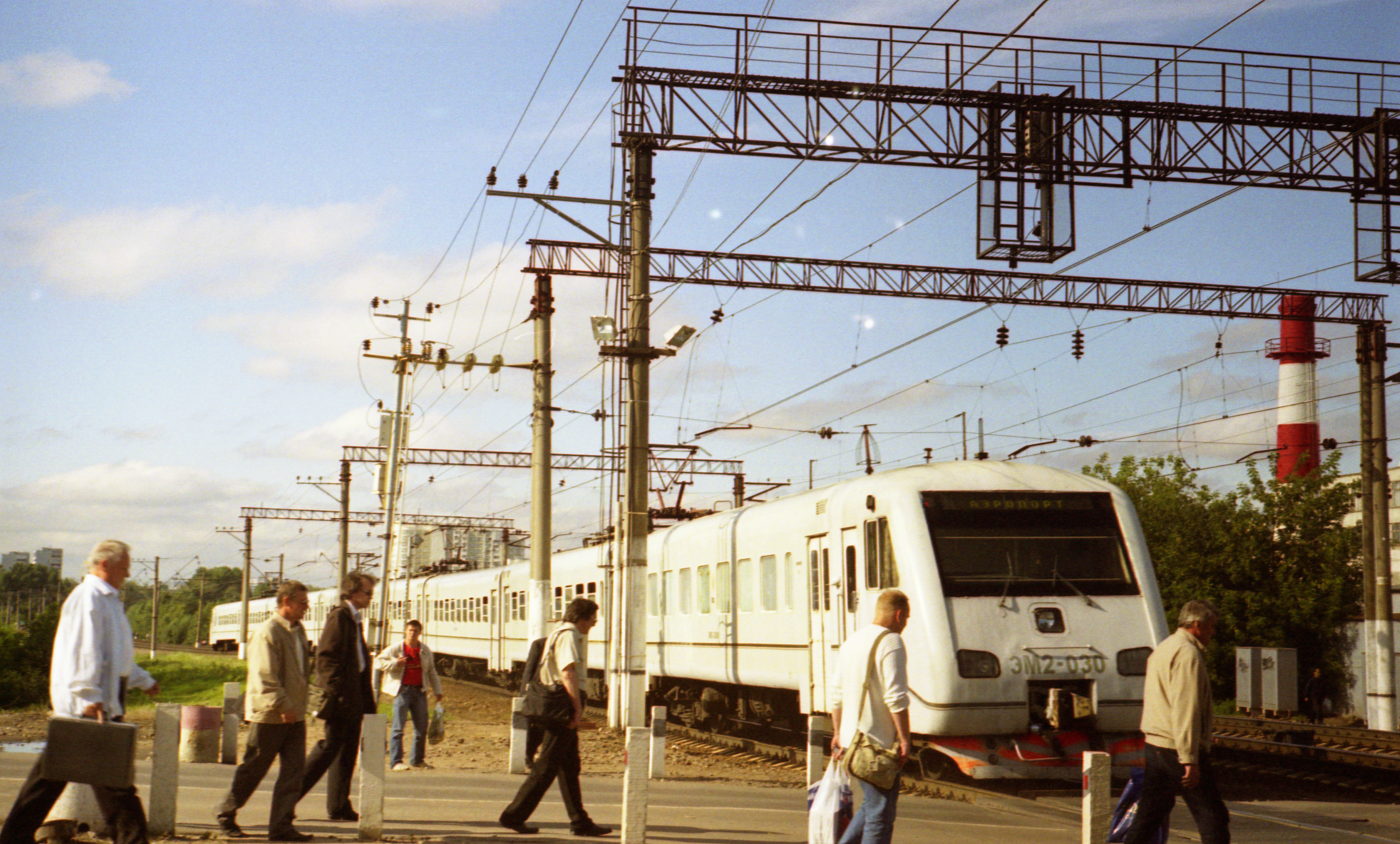
Електропоїзд ЕМ2 на маршруті Аероекспрес. Станом на 2010-і роки такі поїзди на лінії не експлуатуються
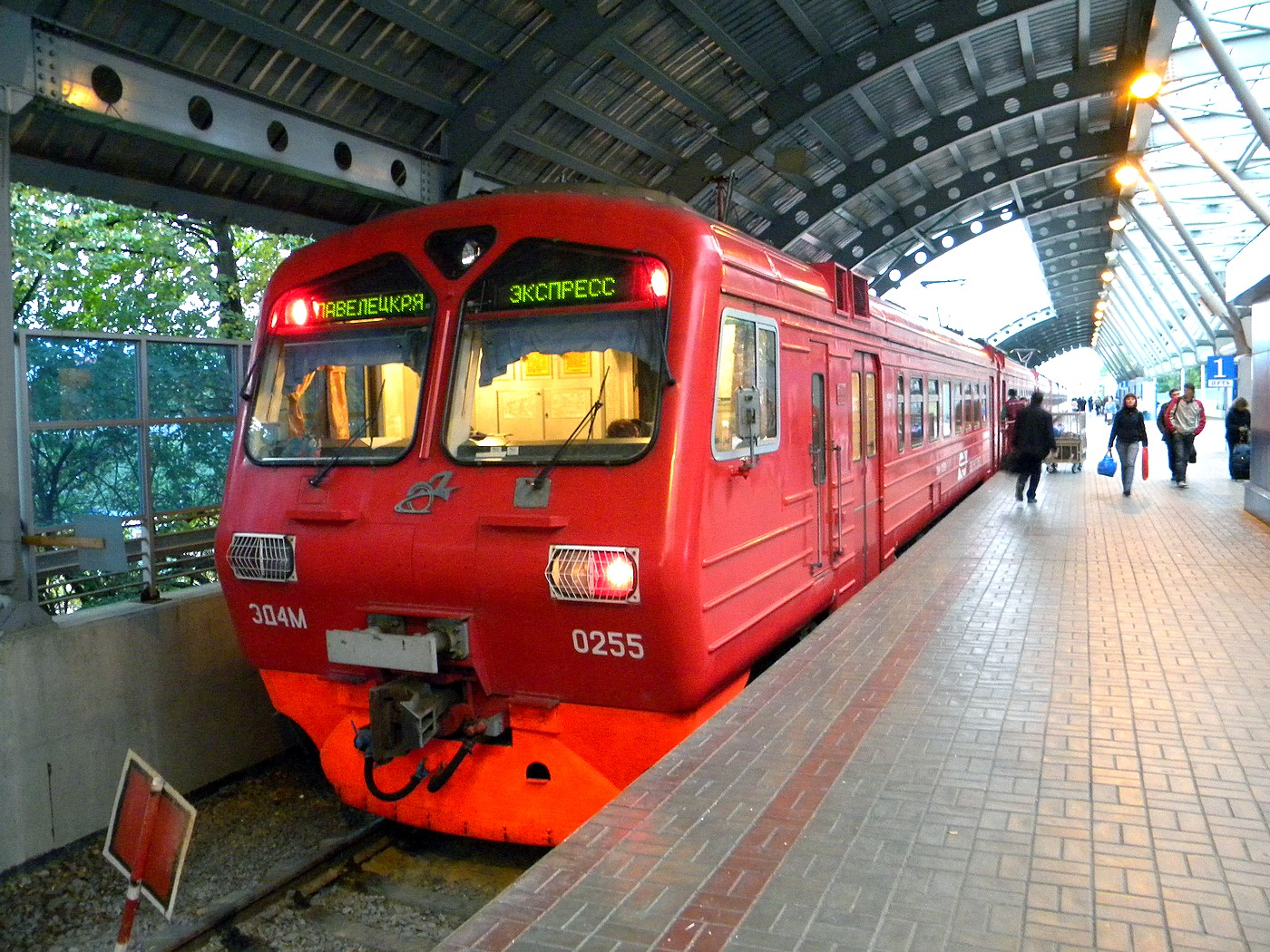
Електропоїзд ЕД4М на платформі Аеропорт Домодєдово

#### Київський вокзал— аеропорт Внуково
В 2004 році було відкрито рух поїздів-експресів від Київського вокзалу по лінії що вже існувала до наземної станції Аеропорт, розташованої в стороні від аеровокзального комплексу, від неї пасажири доставлялися на автобусах. 7 серпня 2005 року було відкрито продовження лінії приблизно на 1,5 км до підземної платформи Аеропорт Внуково з безпосереднім переходом до термінала аеропорту.
Під контроль ТОВ «Аероекспрес» лінію було передано 15 травня 2008 року.
У 2008 році деякий час ранкові та вечірні Аероекспреси робили додаткову зупинку на платформі Передєлкіно.

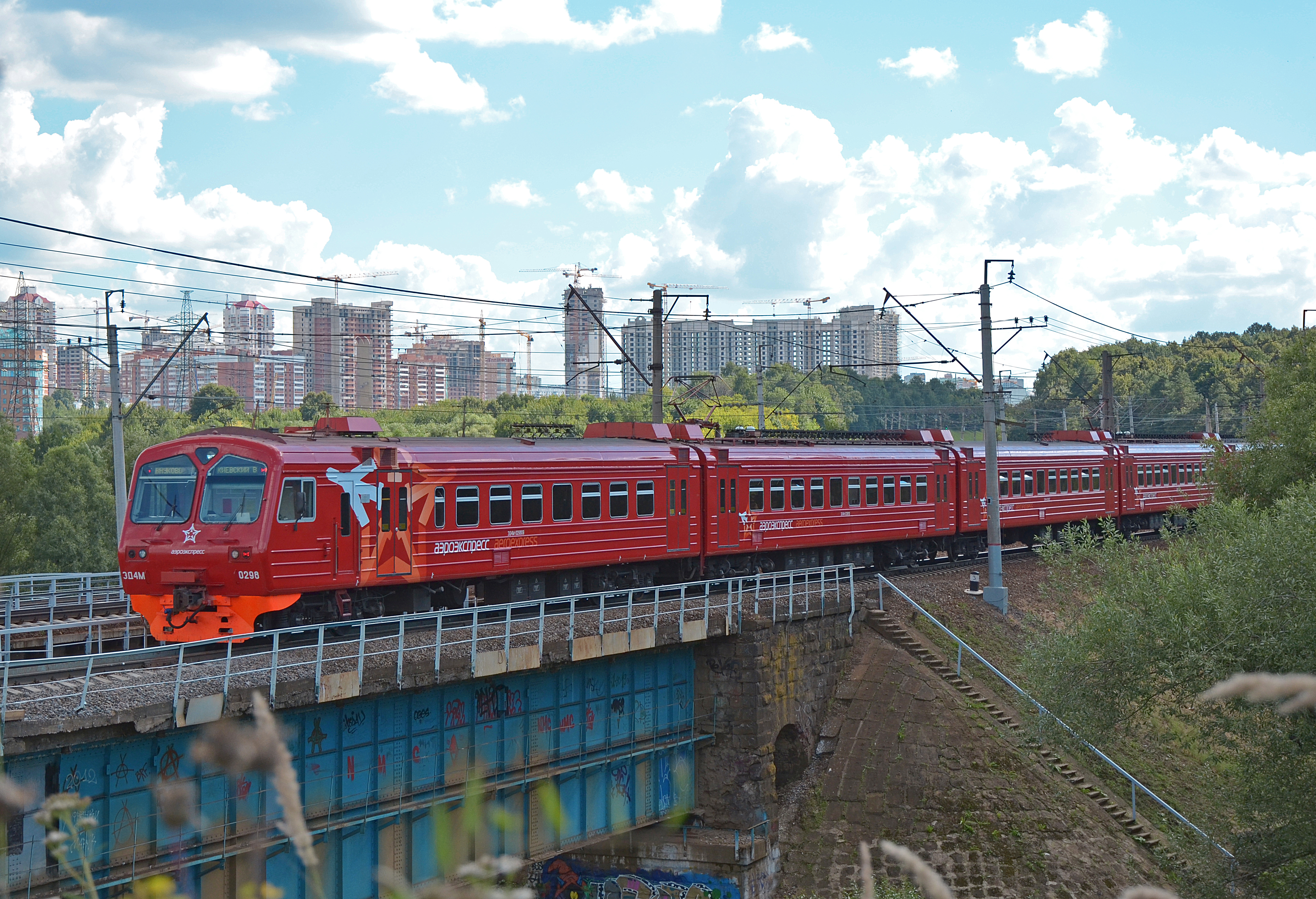
Електропоїзд ЕД4М на лінії
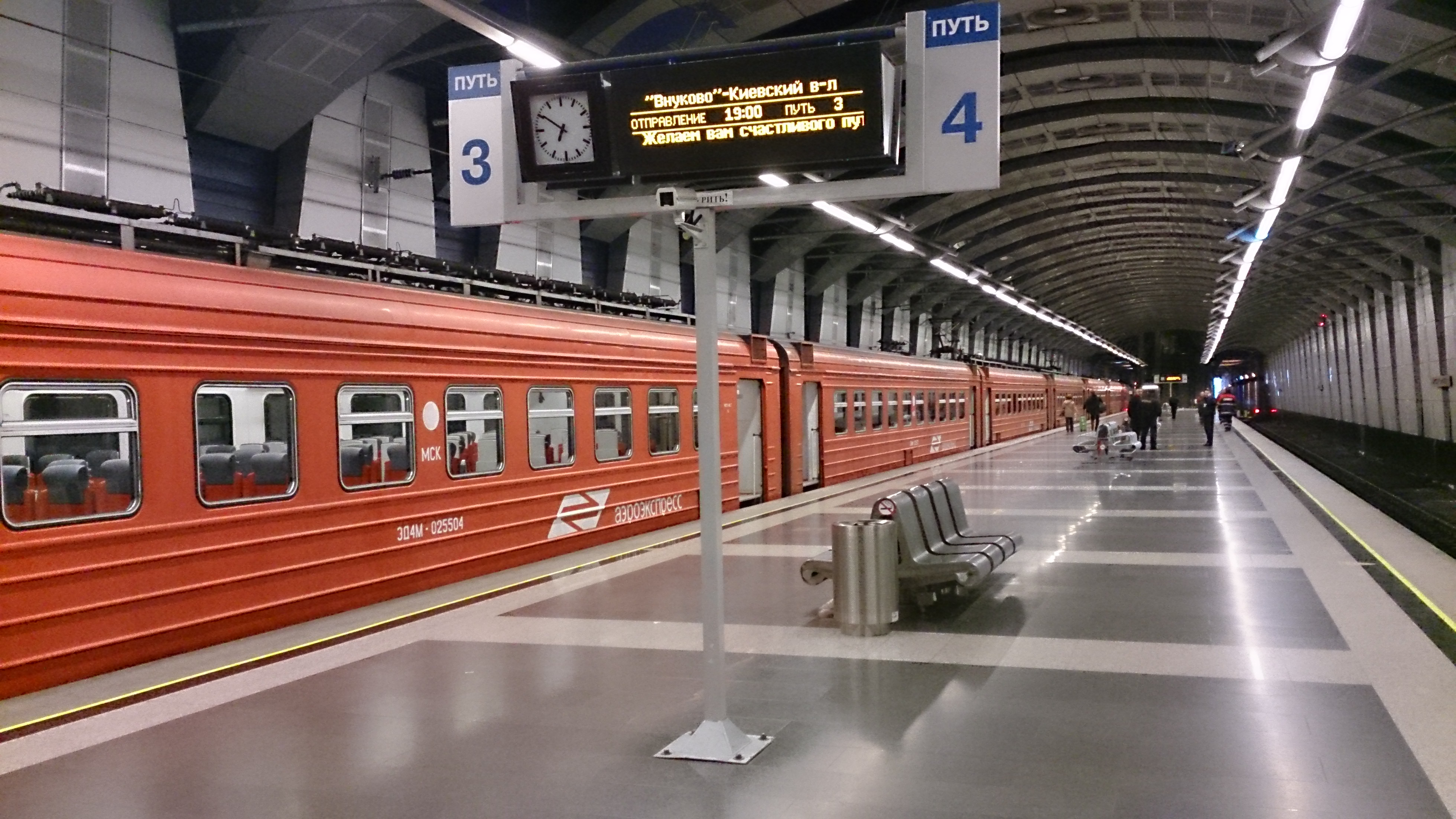
Електропоїзд ЕД4М на платформі Аеропорт Внуково

#### Савеловський вокзал— станція Лобня— аеропорт Шереметьєво
До побудови відгалуження від Савеловського напрямку до аеропорту «Шереметьєво» було відкрито лінія від Савеловського вокзалу до станції Лобня. До аеропорту пасажирів доставляли автобусами.
З червня 2008 року, після завершення будівництва залізничного терміналу «Аероекспрес» в аеропорту Шереметьєво, поїзди курсувати почали з Савеловського вокзалу до Шереметьєво. При цьому маршрут «Савеловський вокзал — Лобня» продовжував існувати.
У вересні 2009 року Аероекспрес було перенесено з Савеловського вокзалу Москви на Білоруський.
З 3 жовтня 2011 року перевезення на маршруті «Савеловський вокзал — Лобня» здійснює «РЕКС: регіон-експрес».

#### Білоруський вокзал— аеропорт Шереметьєво
27 серпня 2009 року відбулося відкриття нового терміналу «Аероекспрес» на Білоруському вокзалі і відбувся старт курсування електропоїздів між Білоруським вокзалом і станцією Аеропорт Шереметьєво. Інтервал руху потягів становить переважно 30 хвилин, в години пік — 20, час у дорозі — 35 хвилин.
Потяги прямують до аеропорту Шереметьєво і у зворотному напрямку без зупинок.
Прямування здійснюється Олексіївською сполучною гілкою до Савеловського вокзалу і далі по Савеловському напрямку.

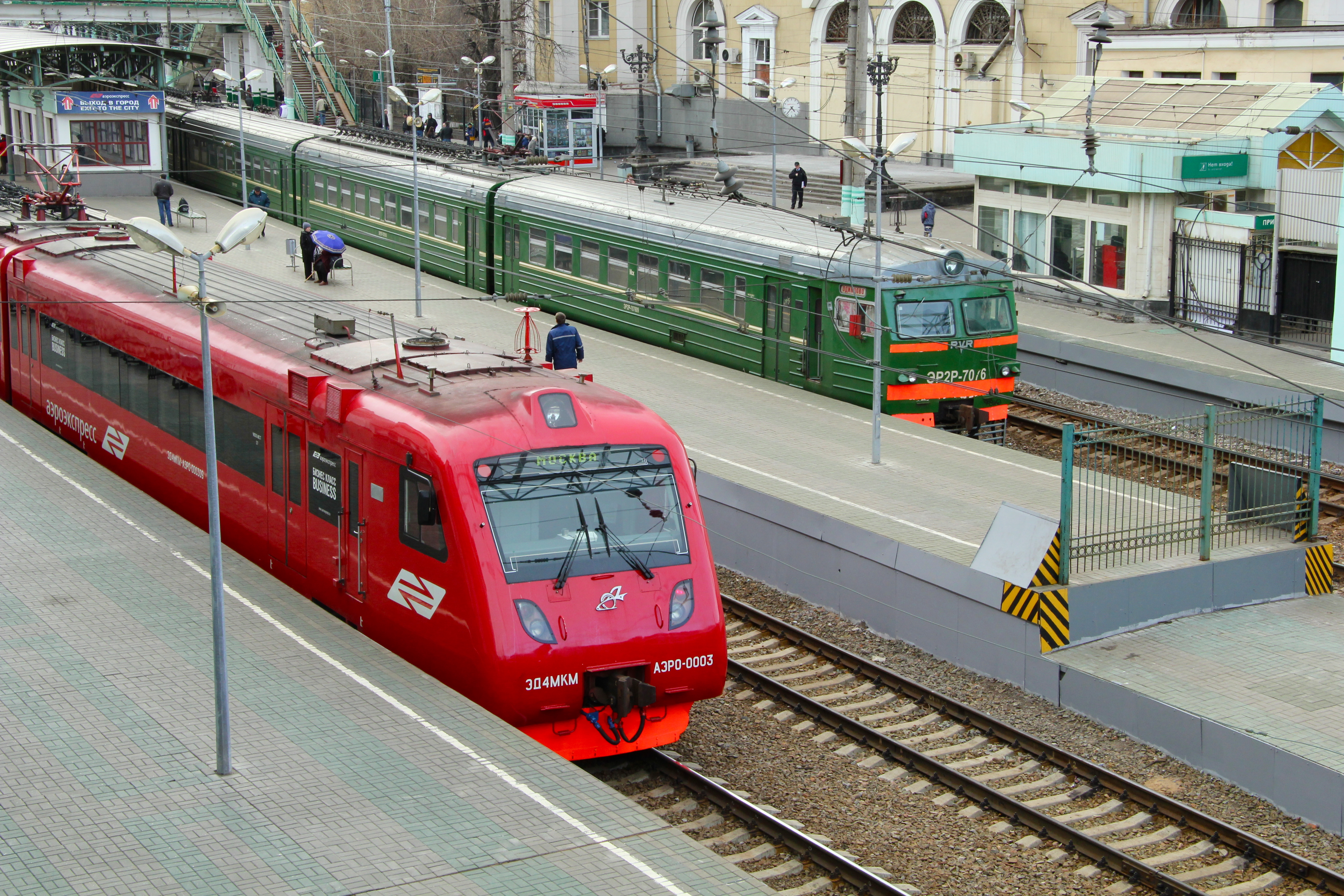
Електропоїзд ЭД4МКМ-АЭРО на Білоруському вокзалі
- Електропотяги ЭД4МКМ-АЭРО на лінії
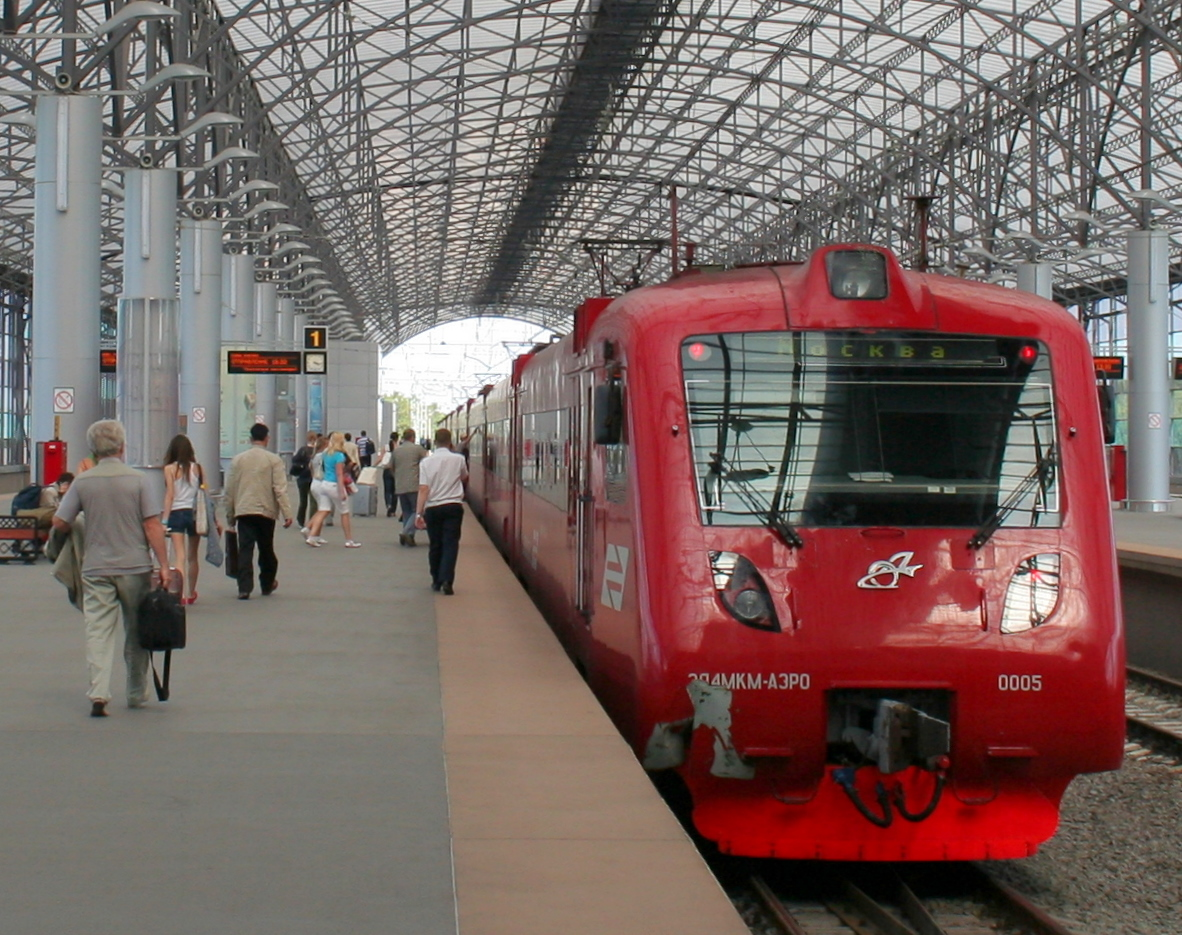
Електропотяг ЭД4МКМ-АЭРО на станції Аеропорт Шереметьєво

### Колишні маршрути

#### Владивосток— аеропорт Кневічі
20 липня 2012 року була запущена в експлуатацію лінія електропоїзди Владивосток — аеропорт Кневічі з проміжними зупинками Друга річка, Вугільна, Артем. Інтервал руху складала 2 години (з 8 до 20 годин), таким чином, на липень 2012 року діяло сім рейсів в день в кожному напрямку. Вартість проїзду в економ-класі :. 200 руб, в бізнес-класі: 350 руб. Тривалість поїздки становить 48 хв.
У січні 2013 кількість рейсів було збільшено до 10 пар поїздів на добу.

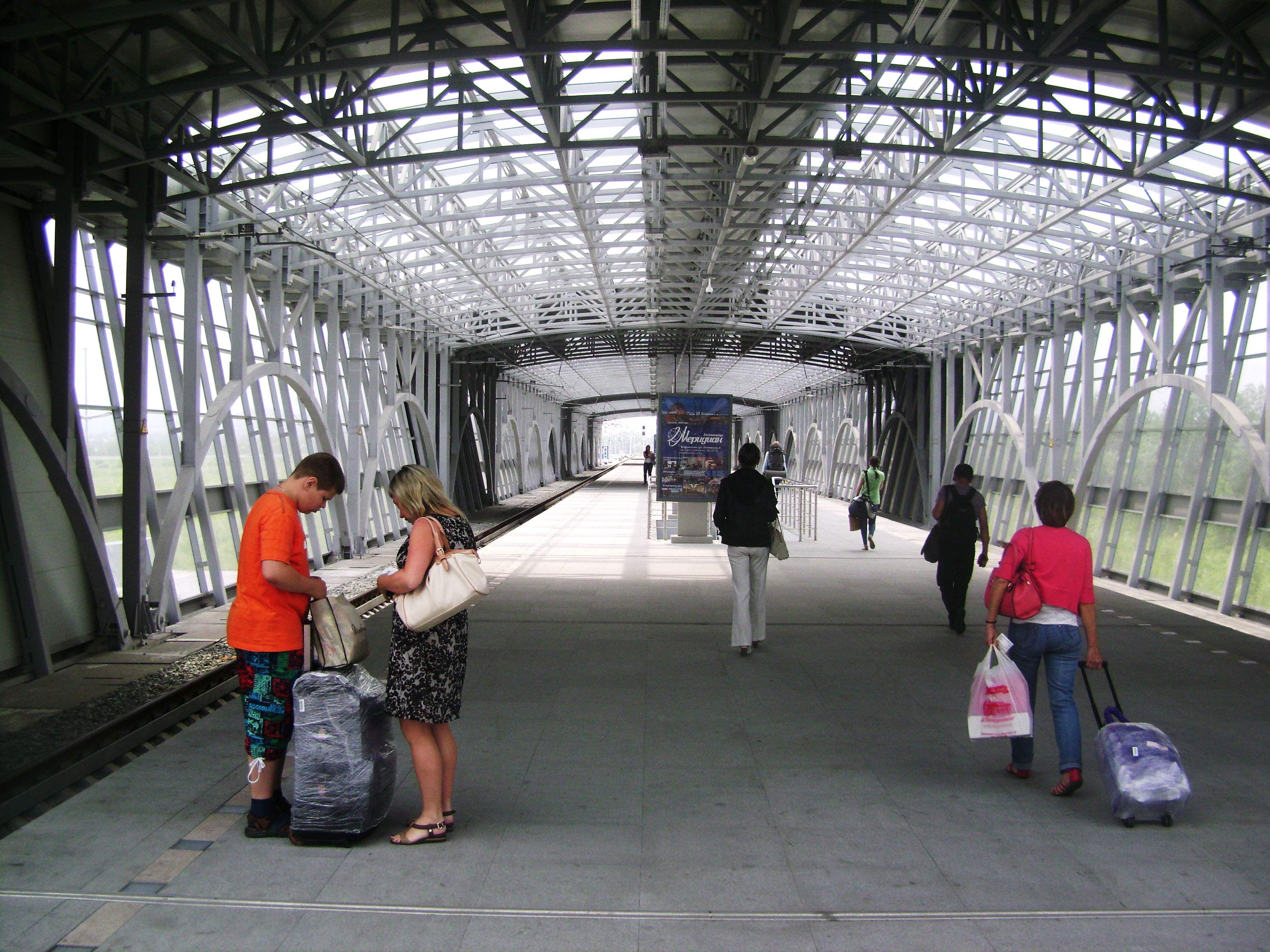
Аеропорт Кневічі. Перон аероэкспреса
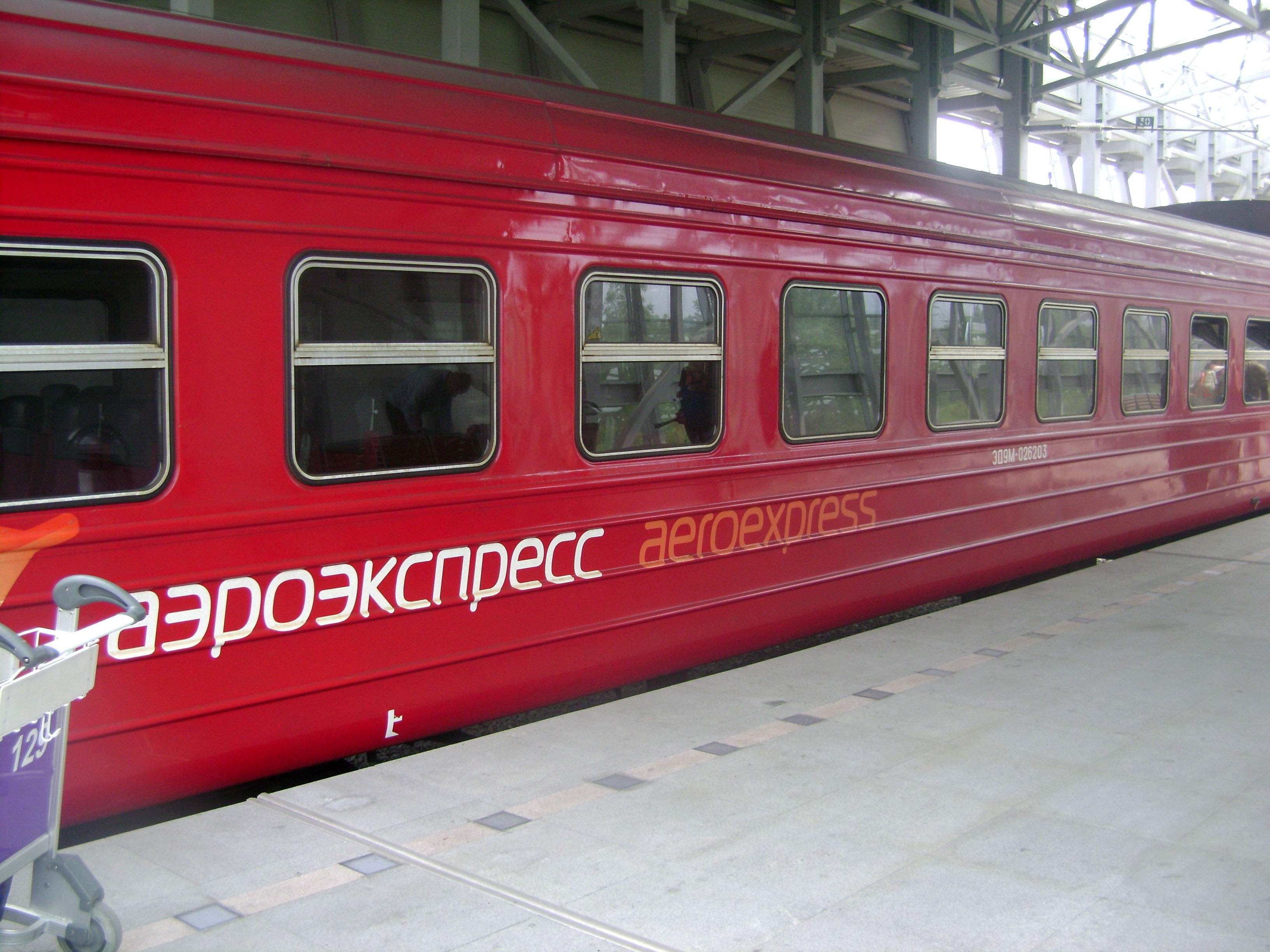
Аероекспрес у перона
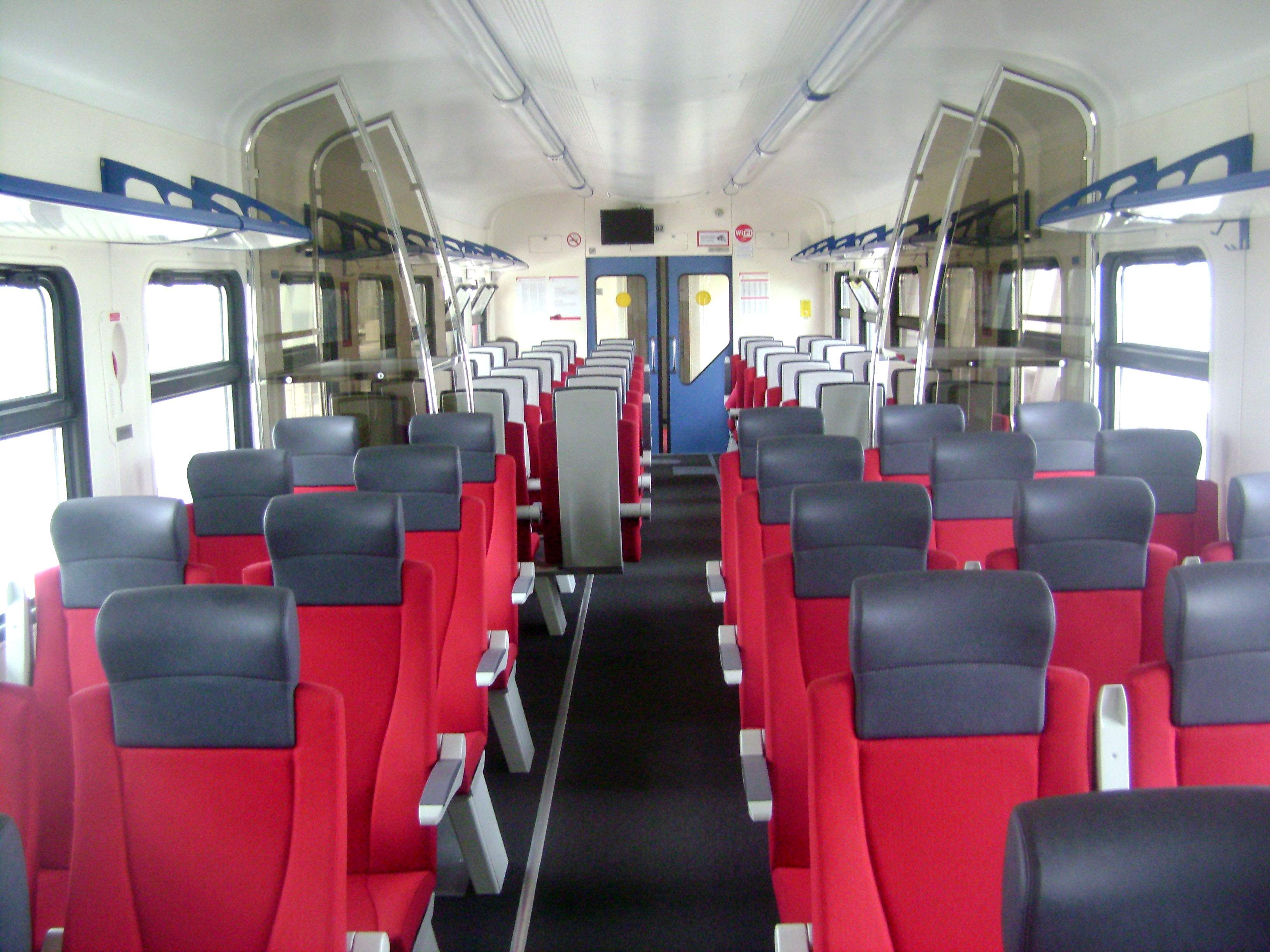
Інтер'єр аероэкспреса
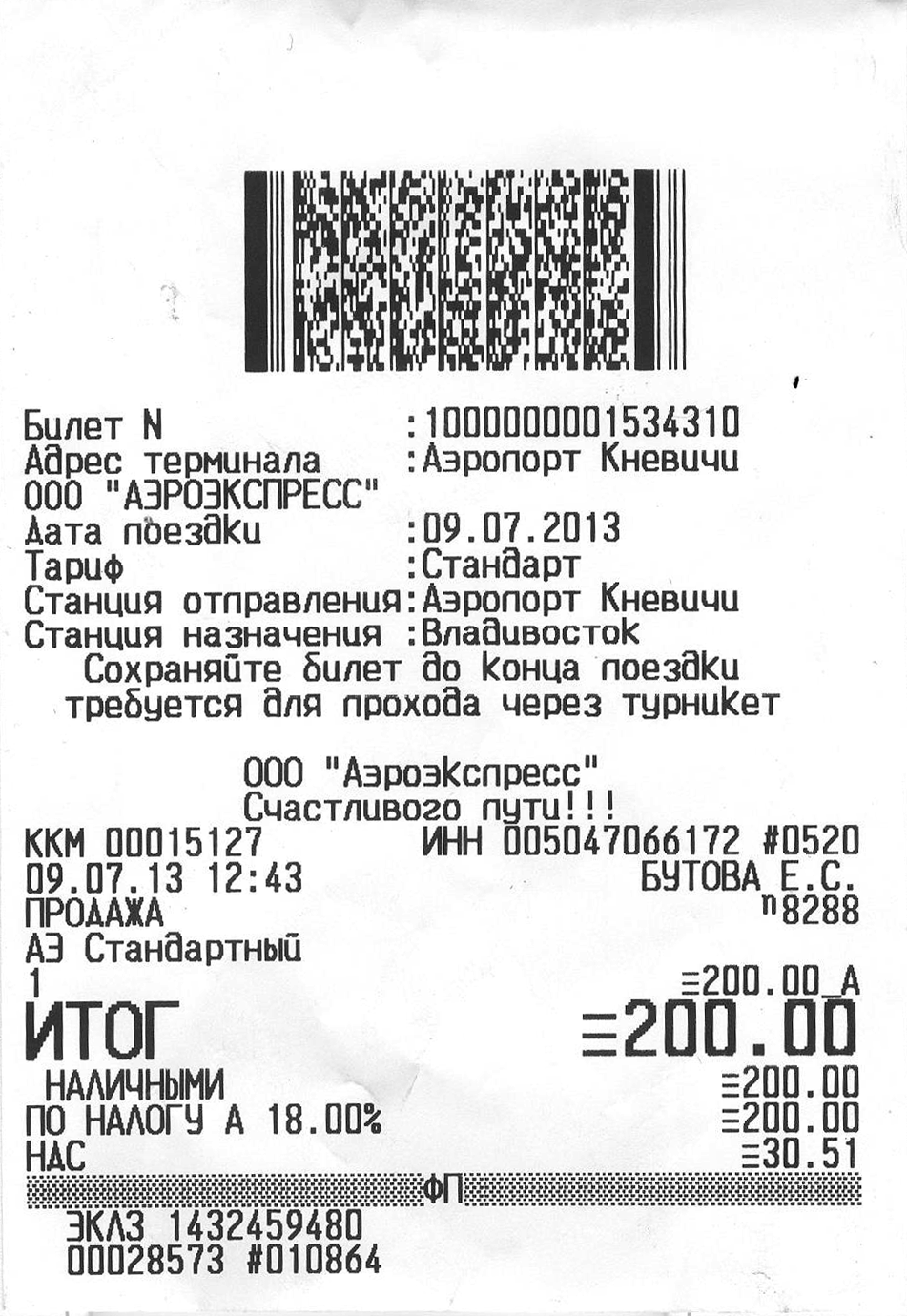
Квиток на аероекспрес

#### Казань— Міжнародний аеропорт Казань
22 травня 2013 року була запущена лінія між Казанню і міжнародним аеропортом Казань. У день курсувало 9 пар поїздів, вартість поїздки в економ-класі — 200 руб. Тривалість поїздки становила 20 хвилин З 1 червня 2014 року компанія «Аероекспрес» ввела проміжну зупинку на станції «Ювілейна».
Час в дорозі при цьому залишився попереднім — 20 хвилин від залізничного вокзалу Казані до аеропорту. З 01.01.2015 Аероекспрес припинив обслуговування даного маршруту. З 05.01.2015 обслуговуванням маршруту Казань — аеропорт Казань займається ВАТ ППК «Співдружність».

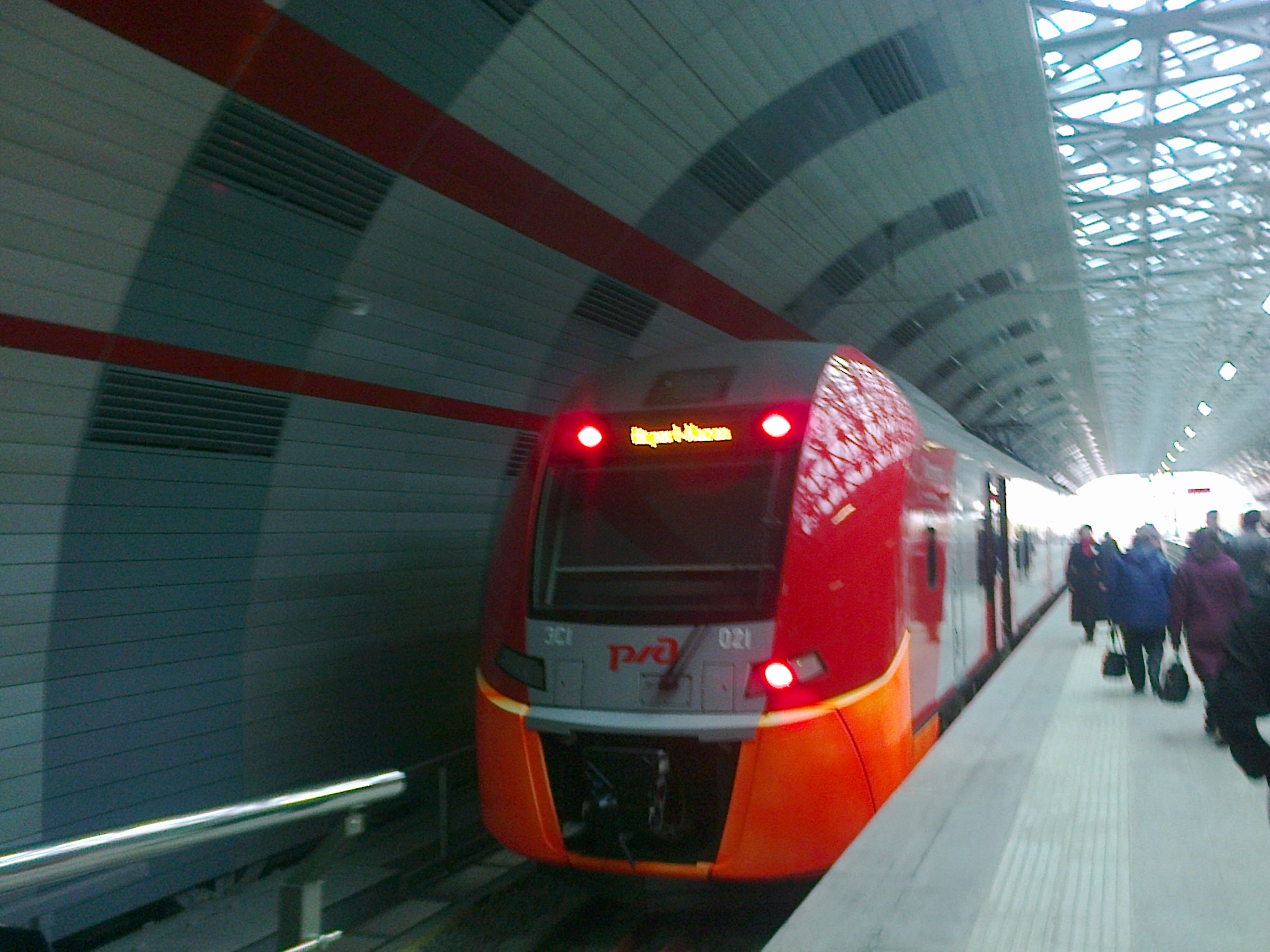
Електропоїзд ЭС1 — аероекспрес Казанського аеропорту
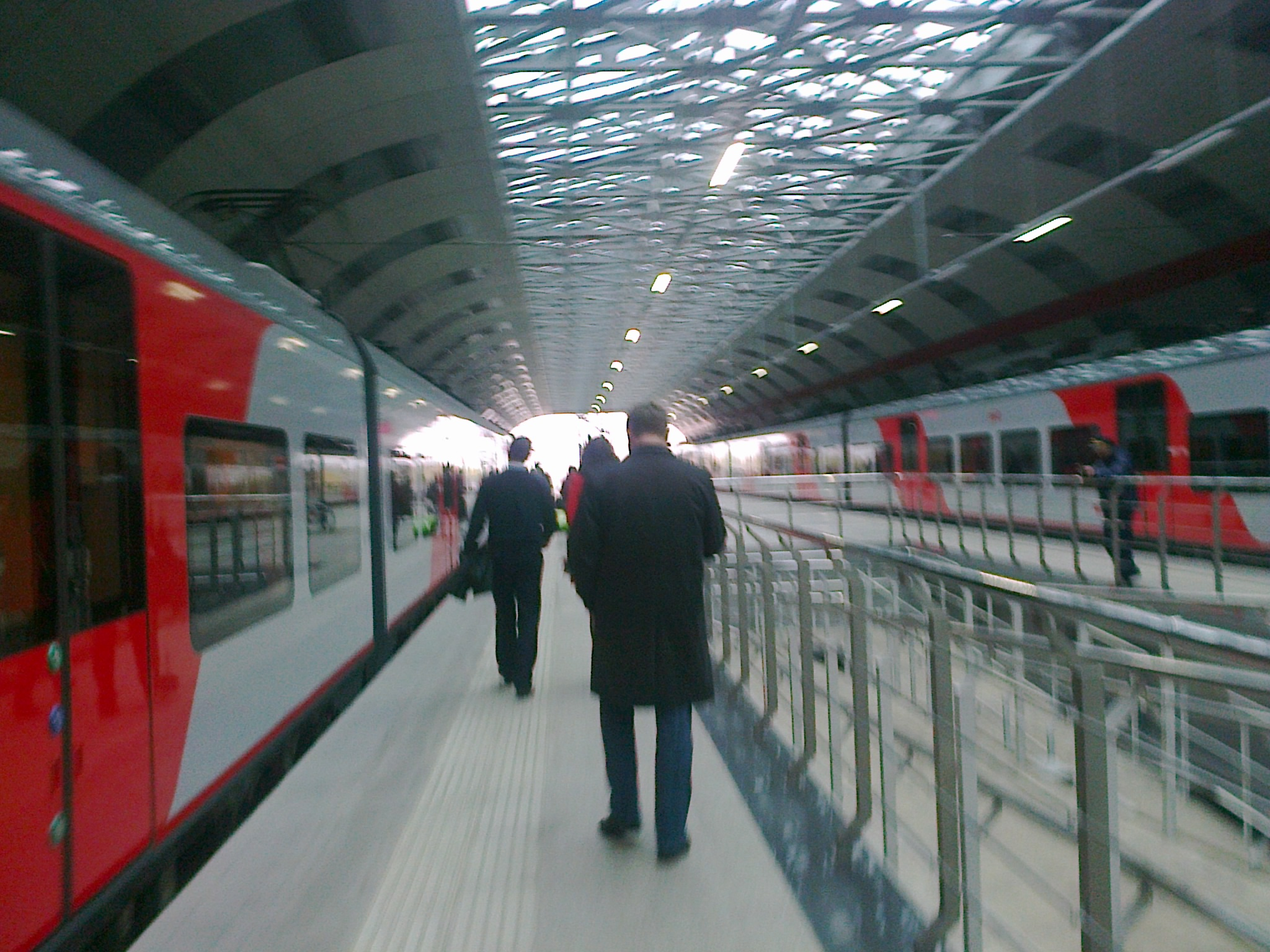
Фоє для посадки

## Рухомий склад
Всього на маршрутах компанії експлуатується 22 електропоїзди: моделей ЕД4МКМ-АЕРО, ЕД4МК, ЕД4М, що виконують 197 рейсів на добу. При цьому 7 сучасних електропоїздів серії «АЕРО» знаходяться у компанії у власності і виготовлені за спеціальним замовленням компанії на Деміховському машинобудівному заводі, що випускає понад 80 % всіх електропоїздів, вироблених в Росії.
Дані електропоїзди відрізняються сучаснішим дизайном, аеродинамічними формами; обладнані м'якими пасажирськими кріслами, стелажами для багажу, новими системами опалення та кондиціювання повітря, системами безпеки та протипожежного захисту, відео- і аудіоінформування пасажирів, екологічно чистими вакуумними туалетами. Потяги ЕД4МКМ-АЕРО здатні розвивати швидкість до 130 км/год. У складі поїздів є спеціально обладнані вагони для осіб з обмеженими фізичними можливостями.
У травні 2016 року була закрита угода з придбання двоповерхових поїздів Stadler, які мали почати курсувати в аеропорти Внуково і Домодєдово наприкінці року.